# World Series of Poker 2005

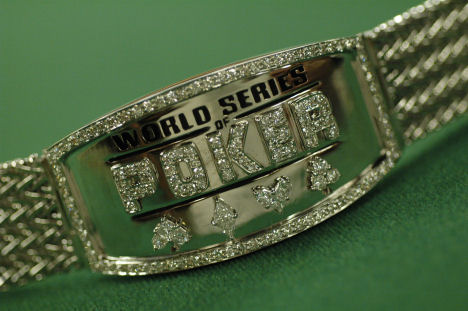
De WSOP Championship Bracelet van 2005

De World Series of Poker 2005 begon op 2 juni 2005. Het prijzengeld voor de winnaar van het Main Event, dat op 7 juli begon, was 7.5 miljoen dollar.

## Toernooien
| Event Nummer | Event                                                  | Winnaar           | Prijs      | Tweede                |
| ------------ | ------------------------------------------------------ | ----------------- | ---------- | --------------------- |
| 1            | $500 Casino Employee's No Limit Hold'em                | Andy Nguyen       | $83,390    | Danilo Flores         |
| 2            | $1,500 No Limit Hold'em                                | Allen Cunningham  | $725,405   | Scott Fischman        |
| 3            | $1,500 Pot Limit Hold'em                               | Thom Werthmann    | $369,535   | Layne Flack           |
| 4            | $1,500 Limit Hold-em                                   | Eric Froehlich    | $361,910   | Jason Steinhorn       |
| 5            | $1,500 Omaha Hi-Lo Split                               | Patrick Poels     | $270,100   | John Lukas            |
| 6            | $2,500 Short-Handed No Limit Hold'em                   | Isaac Galazan     | $315,125   | Harry Demetriou       |
| 7            | $1,000 No Limit Hold'Em                                | Michael Gracz     | $594,460   | C. T. Law             |
| 8            | $1,500 Seven-Card Stud                                 | Cliff Josephy     | $192,150   | Kirill Gerasimov      |
| 9            | $2,000 No Limit Hold 'Em                               | Erik Seidel       | $611,795   | Cyndy Violette        |
| 10           | $2,000 Limit Hold'em                                   | Reza Payvar       | $303,610   | Toto Leonidas         |
| 11           | $2,000 Pot Limit Hold'Em                               | Edward Moncada    | $298,070   | Steven Hudak          |
| 12           | $2,000 Pot Limit Omaha                                 | Josh Arieh        | $381,600   | Chris Ferguson        |
| 13           | $5,000 No Limit Hold'Em                                | T.J. Cloutier     | $657,100   | Steve Zoine           |
| 14           | $1,000 Seven Card Stud Hi-Lo Split                     | Steve Hohn        | $156,985   | Mike Wattel           |
| 15           | $1,500 Limit Hold' Em Shootout                         | Mark Seif         | $181,330   | William Shaw          |
| 16           | $1,500 No-Limit Hold'em Shootout                       | Anthony Reategui  | $269,100   | Paul Kroh             |
| 17           | $2,500 Limit Hold 'Em                                  | Quinn Do          | $265,975   | Qi Chi Chang          |
| 18           | $1,500 Pot Limit Omaha                                 | Barry Greenstein  | $128,505   | Paul Vinci            |
| 19           | $2,000 Seven-Card Stud Hi-Lo Split                     | Denis Ethier      | $160,682   | Chad Brown            |
| 20           | $5,000 Pot Limit Hold 'Em                              | Brian Wilson      | $370,685   | John Gale             |
| 21           | $2,500 Omaha Hi-Lo Split                               | Todd Brunson      | $255,945   | Allen Kessler         |
| 22           | $1,500 No Limit Hold'em                                | Mark Seif         | $611,145   | Minh Nguyen           |
| 23           | $5,000 Seven-Card Stud                                 | Jan Vang Sørensen | $293,275   | Keith Sexton          |
| 24           | $2,500 No Limit Hold'em                                | Farzad Bonyadi    | $594,960   | Lars Bonding          |
| 25           | $2,500 Pot Limit Hold'Em                               | Johnny Chan       | $303,025   | Phil Laak             |
| 26           | $5,000 Pot Limit Omaha                                 | Phil Ivey         | $635,603   | Robert Williamson III |
| 27           | $1,000 Ladies' No Limit Hold'em                        | Jennifer Tilly    | $158,335   | Anh Le                |
| 28           | $5,000 Limit Hold'em                                   | Dan Schmiech      | $404,585   | Gabe Kaplan           |
| 29           | $2,000 No Limit Hold 'Em                               | Lawrence Gosney   | $483,195   | Jarl Lindholt         |
| 30           | $1,500 Seven-Card Razz                                 | O'Neil Longson    | $125,690   | Bruno Fitoussi        |
| 31           | $5,000 Short-Handed No Limit Hold'em                   | Doyle Brunson     | $367,800   | Minh Ly               |
| 32           | $5,000 Omaha Hi-Lo Split                               | David Chiu        | $347,410   | Russell Salzer        |
| 33           | $3,000 No Limit Hold'em                                | Andre Boyer       | $682,810   | Matthew Glantz        |
| 34           | $1,000 Seniors' No Limit Hold'em                       | Paul McKinney     | $202,725   | Robert Hume           |
| 35           | $10,000 Pot Limit Omaha                                | Rafi Amit         | $511,835   | Vinny Vinh            |
| 36           | $3,000 Limit Hold'em                                   | Todd Witteles     | $347,385   | Daryl Mixan           |
| 37           | $1,000 No Limit Hold'em                                | Jiang Chen        | $611,015   | Paul Deng             |
| 38           | $1,000 Main Event Satellite                            |                   |            |                       |
| 39           | $5,000 No Limit 2 to 7 Draw Lowball                    | David Grey        | $365,135   | John Hennigan         |
| 40           | $1,000 Main Event Satellite                            |                   |            |                       |
| 41           | Media/Celebrity Charity Event                          | Randy Boman       | $10,000    | Jake Witcher          |
| 42           | $10,000 World Championship No Limit Hold'em Main Event | Joe Hachem        | $7,500,000 | Steve Dannenmann      |
| 43           | $1,500 No Limit Hold'em                                | Ron Kirk          | $321,520   | Adam White            |
| 44           | $1,000 No Limit Hold'em                                | John Pires        | $220,935   | Eli Balas             |
| 45           | $1,000 No Limit Hold'em                                | Willie Tann       | $188,335   | Matthew Smith         |

## Main Event

### Finaletafel
| Positie | Naam             | Prijs      |
| ------- | ---------------- | ---------- |
| 1       | Joe Hachem       | $7,500,000 |
| 2       | Steve Dannenmann | $4,250,000 |
| 3       | John "Tex" Barch | $2,500,000 |
| 4       | Aaron Kanter     | $2,000,000 |
| 5       | Andrew Black     | $1,750,000 |
| 6       | Scott Lazar      | $1,500,000 |
| 7       | Daniel Bergsdorf | $1,300,000 |
| 8       | Brad Kondracki   | $1,150,000 |
| 9       | Mike Matusow     | $1,000,000 |

### Andere hoge posities
| Positie | Naam               | Prijs    |
| ------- | ------------------ | -------- |
| 10      | Ayhan Alsancak     | $600,000 |
| 11      | Shawn Sheikhan     | $600,000 |
| 15      | Tiffany Williamson | $400,000 |
| 19      | Minh Ly            | $304,680 |
| 20      | Phil Ivey          | $304,680 |
| 22      | Tom Vu             | $304,680 |
| 25      | Greg Raymer        | $304,680 |

### Uitschakeling van oud-kampioenen in de main event
- Dag 1: Jim Bechtel, Doyle Brunson, Johnny Chan, Chris Ferguson, Phil Hellmuth Jr, Tom McEvoy, Carlos Mortensen, Scotty Nguyen, Robert Varkonyi
- Dag 2: Dan Harrington, Chris Moneymaker, Huck Seed
- Dag 4: Russ Hamilton
- Dag 6: Greg Raymer

## WSOP Player of the Year
De WSOP reikt sinds 2004 een WSOP Player of the Year-award uit aan de speler die tijdens de betreffende jaargang de meeste punten scoort. Hiervoor tellen alleen toernooien mee waaraan iedereen mee kan doen, de spelen die alleen toegankelijk zijn voor vrouwen, senioren en casino-medewerkers niet. In 2006 en 2007 werd de uitkomst van het Main Event en het $50.000 H.O.R.S.E.-toernooi ook niet meegeteld. In 2008 telde het laatstgenoemde toernooi wel mee, het Main Event niet. Sinds 2009 tellen alle vrij toegankelijke toernooien mee, inclusief het Main Event.
Van 2004 tot en met 2010 telden alleen toernooien van de originele World Series of Poker in de Verenigde Staten mee voor het Player of the Year-klassement. Vanaf 2011 worden ook de resultaten van de World Series of Poker Europe en vanaf 2013 ook die van de World Series of Poker Asia Pacific meegerekend. Organisator Bluff Magazine paste in 2011 het scoresysteem aan en sindsdien beïnvloeden ook de inschrijfgelden en grootte van de deelnemersvelden het aantal punten dat spelers per evenement kunnen halen.
WSOP Player of the Year 2005 werd Allen Cunningham, die zich dat jaar vijf keer naar een geldprijs speelde, waarbij hij één keer een toernooi won en hij in drie andere ook de finaletafel bereikte.